# Поджепље
Поџепље је насељено мјесто у општини Хан Пијесак, Република Српска, БиХ. Према попису становништва из 1991. у насељу је живјело 319 становника.

## Становништво
| Демографија | Демографија | Демографија |
| Година      | Становника  | Становника  |
| ----------- | ----------- | ----------- |
| 1948.       | 172         |             |
| 1953.       | 348         |             |
| 1961.       | 411         |             |
| 1971.       | 442         |             |
| 1981.       | 368         |             |
| 1991.       | 319         |             |